# Dyschiriognatha
Dyschiriognatha là một chi nhện trong họ Tetragnathidae.